# اچ‌ام‌اس مریگولد (کی۸۷)
اچ‌ام‌اس مریگولد (کی۸۷) (به انگلیسی: HMS Marigold (K87)) یک کشتی بود که طول آن ۲۰۵ فوت (۶۲ متر) بود. این کشتی در سال ۱۹۴۰ ساخته شد.